# Le Trio Bonaventure

Le Trio Bonaventure est une série de bande dessinée jeunesse écrite par Corcal et dessinée par Edith, qui assure également la mise en couleurs.

## Albums
- Delcourt, collection « Jeunesse » :

1. La Maison jaune, 2002[1].
2. Le Pays tout en haut, 2005.
3. L'Enfant de sable, 2006[2].